# Scolasticius
Scolasticius (auch Scholasticius) war ein oströmischer Patricius, Kammerdiener und Exarch von Ravenna (cubicularius et exarchus Italiae).
Scolasticius führte im Jahr 713 eine Gesandtschaft an Papst Konstantin I., in der er den Papst der Orthodoxie des neuen Kaisers Anastasios II. versicherte. Anschließend zog er weiter nach Ravenna. Nach den Unruhen in Italien, besonders in Rom und Ravenna, bei denen der Exarch Johannes Rizocopus ums Leben kam, kehrte in Italien wieder Ruhe ein, und Scolasticius verschaffte sich in Rom und vielleicht auch in Ravenna Anerkennung.